# نارشتدت
نارشتدت (به آلمانی: Nahrstedt) یک منطقهٔ مسکونی در آلمان است که در اشتندل واقع شده‌است.
 نارشتدت  ۲۹۵ نفر جمعیت دارد.